# Urceomyces sphaerocarpum
Urceomyces sphaerocarpum är en svampart som först beskrevs av Friederich Wilhelm Zopf, och fick sitt nu gällande namn av Letcher 2008. Urceomyces sphaerocarpum ingår i släktet Urceomyces och familjen Globomycetaceae.   Inga underarter finns listade i Catalogue of Life.